# Francesco Janich
Francesco Janich (ur. 27 marca 1937 w Udine, zm. 2 grudnia 2019) – włoski piłkarz.

## Kariera klubowa
Grał na pozycji obrońcy. Występował w klubach: Atalanta BC (1956–1958), S.S. Lazio (1958–1961), Bologna FC (1961–1972) i AS Lucchese Libertas (1972–1973).
Zdobył z Bologną mistrzostwo Włoch w sezonie 1963/1964. Dwukrotnie zdobywał Puchar Włoch – w 1958 z Lazio, a w 1970 z Bologną. W 1961 zdobył z Bologną Puchar Mitropa.
Do Janicha należy rekord 425 meczów w Serie A bez zdobycia bramki.

## Kariera reprezentacyjna
W latach 1962–1966 wystąpił w 6 spotkaniach reprezentacji Włoch, nie strzelając bramki. Wziął udział w mistrzostwach świata w 1962 i mistrzostwach świata w 1966, za każdym razem grając w jednym spotkaniu.